# 허리케인 미치
허리케인 미치(Hurricane Mitch)는 1998년에 북대서양에서 발생한 13번째 허리케인이다. 허리케인 미치는 10월에 북대서양에서 발생한 허리케인 중 중심기압이 905hPa를 기록해 가장 강력했으나 7년 뒤 허리케인 윌마가 발생해 중심기압이 882hPa까지 떨어지면서 기록이 뒤바뀌게 되었다. 또한 1969년의 허리케인 카밀과 2007년의 허리케인 딘과 함께 7번째로 강한 허리케인이고 인명피해는 19,325명 이상으로 집계되어 1780년의 그레이트 허리케인으로 인한 사망자 22,000명 이상 다음인 2번째로 컸다.

## 허리케인의 진행

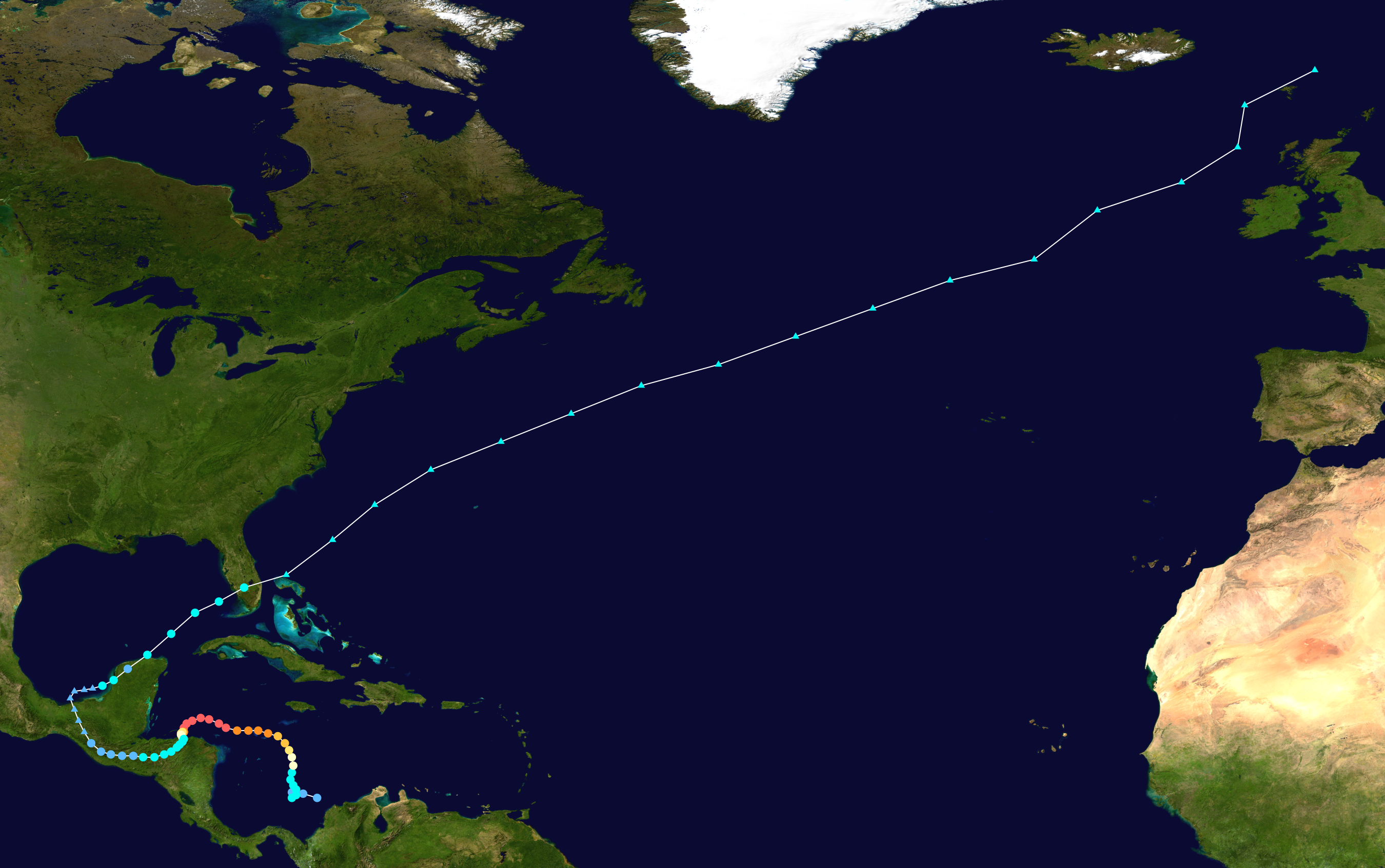
허리케인 미치의 이동 경로

10월 10일에 아프리카 대륙 서해안 지방에서 열대파가 발생했고 이는 조직되어있지 않은 채로 10월 18일에 카리브해까지 도달했다. 하지만 카리브 해로 진입하면서 발달하기 시작해 10월 22일에는 자메이카의 수도인 킹스턴 남쪽 약 670km(415mi) 부근 해상에서 1998년의 열대저기압 제13호로 지정되었다. 다음 날인 10월 23일에는 열대 폭풍으로 발달하면서 '미치(Mitch)'로 명명되었다.
열대폭풍 미치는 10월 24일에 자메이카 남쪽 약 475km(295mi) 부근 해상에서 허리케인의 강도로 강력해졌고 후에 수온이 매우 높고 대기 상태가 허리케인이 강력해지는 조건을 잘 갖춘 곳을 지나면서 급격하게 강해졌다. 미치는 10월 23일부터 10월 25일까지 48시간 동안 중심기압은 52hPa가 떨어졌고 드디어 10월 26일에 중심기압이 905hPa과 풍속 290km/h(180mph)의 세력까지 도달하면서 최성기를 맞이했다.
최성기를 맞이한 미치는 이후 서쪽으로 방향을 바꾸었고 후에 온두라스에 가까워지면서 약해지기 시작했다. 10월 27일부터 계속해서 약화된 미치는 남쪽으로 진로를 변경했고 이내 10월 29일에 사피어-심슨 허리케인 등급 제1등급의 세력으로 온두라스 북부의 도시인 라 세이바에 상륙했다. 상륙한 미치는 서쪽으로 향하기 시작했고 이후 북서쪽으로 이동하면서 중앙 아메리카를 휩쓸고 지나갔다. 저기압으로 약해진 미치는 11월 1일에 과테말라와 멕시코 경계까지 도달했고 다시 캄페체만으로 빠져나와 11월 3일에 유카탄주의 주도인 메리다 남서쪽 240km(150mi) 부근 해상에서 열대 폭풍으로 강해졌다. 하지만 11월 4일에 유카탄반도 캄페체주 캄페체에 다시 상륙했고 육지에서 열대 저기압으로 약화되었다. 미치는 멕시코만으로 빠져나왔고 만의 남동부 지역을 가로질러 북동쪽으로 전진했다. 미치가 북동부에 위치한 한랭 전선의 영향으로 다시 강해져 11월 5일에 미국 남동부 플로리다주에 풍속 100km/h(65mph)의 세력으로 상륙했다. 이날 후에 미치는 온대 저기압으로 변질되었으나 나머지 잔해는 대서양 북부를 가로질러 11월 9일에 영국 북부에 도달했다.

## 대비
허리케인 미치가 최성기를 맞이해 온두라스에 상륙하기 전에 온두라스 정부는 베이 섬(Bay Islands)의 주민 4만 5천명을 대피시켰다. 벨리즈에서는 전국에 경보령을 내렸고 도민(島民)에게 즉시 본토로 귀항하라고 지시했다. 미치가 사피어-심슨 허리케인 등급 제4등급의 세력으로 벨리즈시티를 강타할 것으로 예보되어 도시는 37년 전 1961년의 허리케인 해티로 인한 피해가 반복이 될까봐 두려움에 휩싸여 주민들이 속속 대피하기 시작했다. 과테말라에서도 경보령을 내렸고 어선과 선박은 항구에 정박된 상태로 있을 것을 명했고 주민들에게 대피소로 대피를 지시했다. 허리케인 미치가 온두라스에 상륙한 당시 카리브해 서해안에 인접한 많은 나라들에서는 대규모 대피가 이루어졌다. 그 예로 온두라스에서 10만명이, 과테말라에서 1만명이, 멕시코 킨타나로오주에서 2만명이 대피한 것을 들 수 있다.

## 피해
허리케인 미치는 북대서양에서 발생한 허리케인 중 1780년의 그레이트 허리케인이 남긴 사망자 22,000명 이상 다음으로 인명피해가 컸던 허리케인이었다. 이는 당시 인명피해 순으로 두 번째였던 1900년의 갤버스턴 허리케인을 제친 것과 같다. 사망자는 중앙 아메리카에서 많이 나왔으며 대부분 홍수와 산사태로 인한 피해였다. 특시 미치는 당시 매우 느린 속도로 이동해 중앙 아메리카에 영향을 준 시간이 매우 늘어나게 되어 900mm에 달하는 강수량을 기록했다. 홍수와 산사태가 수만 채의 집과 엄청나게 넓은 경작지를 파괴시켰고 재산피해액은 총체적으로 50억달러(1998년 기준, 60억(2006년 기준))가 집계되었고 이는 대부분 온두라스와 니카라과에서 기록했다. 허리케인 미치가 중앙 아메리카에 영향을 주기 전에 이 지역에서 허리케인으로 인해 가장 극심한 피해가 나온 것은 1974년의 허리케인 피피였다.

### 온두라스

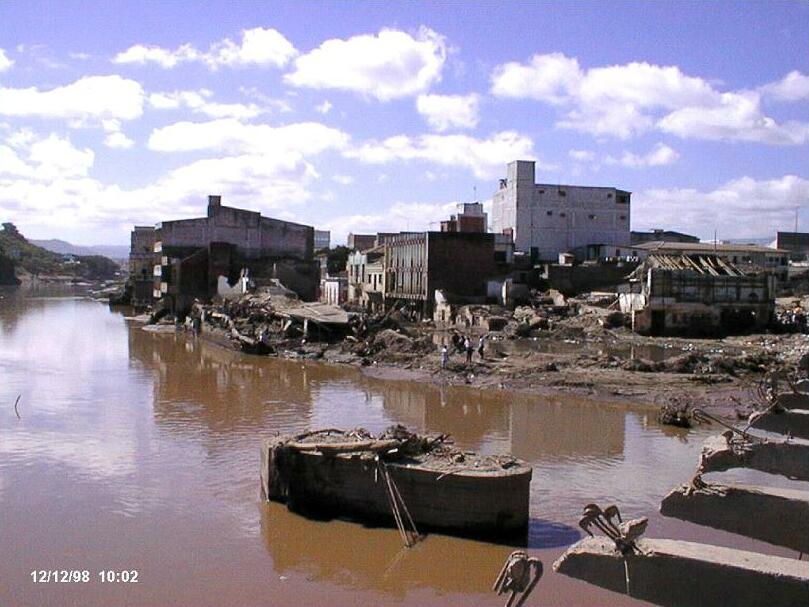
테구시갈파 피해모습 1

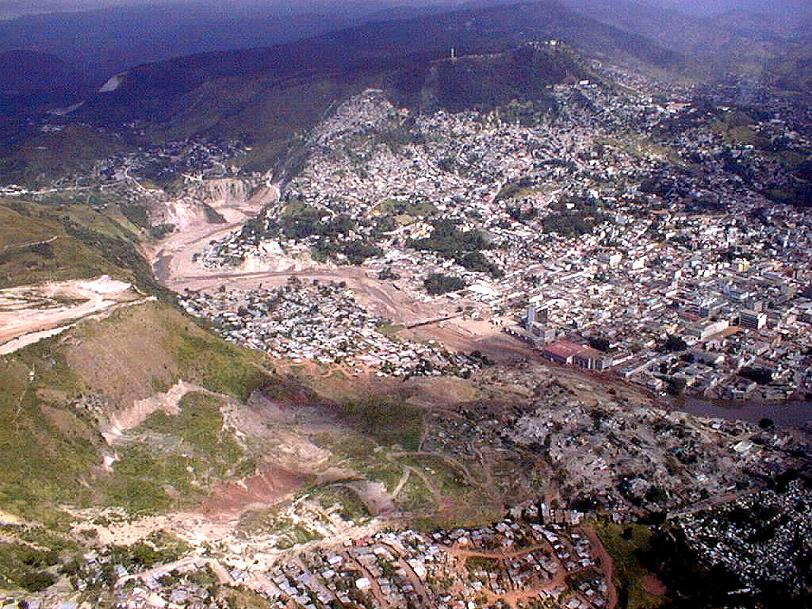
테구시갈파 피해모습 2

허리케인 미치가 온두라스에 상륙하기 전에 이미 이 곳에 6.7m에 달하는 파도가 해안가를 덮치고 있었다. 미치가 해안가에 상륙할 때 강도는 크게 줄었으나 파도는 3.7m에 달하며 매우 높았다. 허리케인 미치가 온두라스를 강타하고 서쪽으로 지나갈 때까지 촐루테카의 지역에서는 총 강수량이 910mm에 달했고 이 중 1일 강수량이 460mm를 기록했다. 910mm의 강수량은 촐루테카 지방에서 212일동안 내린 비의 양과 동등한 수치였다. 자연히 강은 매우 빠른 속도로 불어나 범람하게 되었고 온두라스의 농업피해는 극심했다. 피해가 어찌나 극심했던지 숲에서 나무들이 물을 흡수하지 못할 지경에까지 이르게 되었다. 산악지방에서는 1900mm의 강수량을 기록한 지역도 있었다.
허리케인 미치가 온두라스에 남긴 엄청난 피해로 인해 당시 온두라스의 대통령이었던 칼로스 로버토 플로레스(Carlos Roberto Flores)는 미치로 인한 피해가 지난 50년동안 계속해서 발전한 나라를 다시 처음으로 되돌렸다고 말하기도 했다. 전국에서 약 70~80%에 달하는 교통수단과 이의 기반 시설이 파괴되었고 거의 모든 교량과 도로가 파손되었다. 피해는 엄청나 그 때 존재했던 온두라스의 지도가 전혀 쓸모없게 되었다. 또한 산사태로 인해 25개의 마을은 완전히 붕괴되었고 운송수단, 통신 두절로 인한 피해액은 5억 2900만달러(1998년 기준)였다. 미치는 약 3만 3천채에 달하는 집을 파괴시켰고 5만채는 파손시켰다. 산악지방에서는 매우 많은 나무들이 뿌리뽑혀 산을 민둥산으로 만들어놓아 차후 발생하는 산사태에 더욱 취약하게 된 상태가 되었다.
허리케인 미치는 온두라스 전역에서 경작 가능한 지역 중 약 29%에 달하는 땅(800 평방 제곱킬로미터)을 파괴시켰고 이로 인해 예상된 1998년의 농작물 양 중 70%가 손상되었다. 옥수수는 58%가, 사탕수수는 24%가, 쌀은 14%가, 콩은 6%에 달하는 물량이 쓸모 없게 되었다. 또한 수출하기로 예상되었던 작물 중 바나나가 85%, 사탕수수가 60%, 멜론이 29%, 커피의 18%가 손상되어 1998년의 경제손실액은 실로 엄청났다. 총 경작물 피해는 9억달러에서 17억달러(1998년 기준)였다. 가축들의 손실도 심대했는데 가축 5만마리와 당시 존재했던 가금류의 60%가 폐사했다. 가축손실액은 3억달러로 집계되었다.
홍수와 산사태로 인해 약 7,000명이 사망했고 수천명이 실종되었다. 매우 많은 신분이 미확인 된 사람들이 야산과 무덤에 매장되어 최종 사망자 수를 확인하는 데 엄청난 어려움을 겪었다. 온두라스 전국의 인구 중 20%가 이재민이 되었고 농작물 피해는 기아 현상을 가속화시켰다. 또한 위생상태가 매우 열악해 말라리아, 뎅기열과 콜레라가 창궐하기도 했다.

### 니카라과

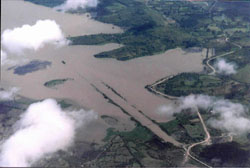
마나과 호의 범람

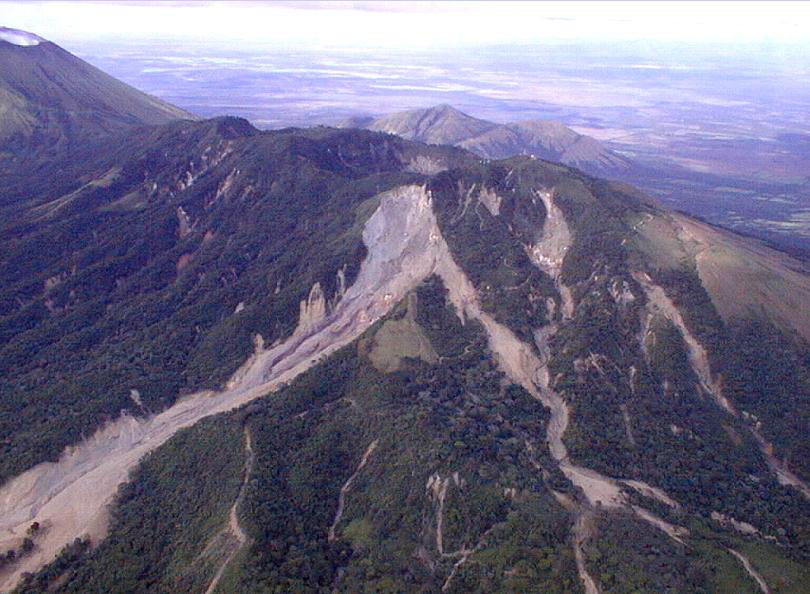
카시타 화산의 이류피해

허리케인 미치는 니카라과에 진입하지 않았지만 매우 느린 속도로 이동함에 따라 영향을 받는 시간이 길어져 니카라과의 한 지방에 1270mm의 강수량이 관측되었다. 해안가에서는 640mm의 강수량이 기록되었고 카시타 화산의 측면에서 분출했던 물질이 폭우로 인해 이류로 변하게 되어 산 중심부터 약 16km에 달하는 지역에 이류로 인한 피해가 발생했다.
약 2백만명에 달하는 니카라과 주민들이 미치로 인한 피해를 겪었고 전국적으로 17,600채가 파괴되었고 23,900채를 파손시켜 368,300명의 이재민이 발생하였다. 340개교와 90개 보건소가 심각하게 파괴되거나 손상되었고 하수도 관개시설이 심각하게 파손되어 피해액이 3억달러(1998년 기준)에 이르렀다.
폭우로 인해 70%에 달하는 도로가 통제불가능 상태에 이르렀고 92개 교량을 완전히 부수었다. 고속도로 2700km도 미치로 인한 피해가 발생해 시급한 수리가 필요했다. 총 교통수단과 기반시설로 인한 피해액은 3억달러(1998년 기준)였다. 농업분야에서도 손실액이 상당해 동물 5만마리가 폐사했는데 이 중 대부분이 소였다. 어업분야의 피해액도 심대해 농업, 어업분야를 총 합해서 피해액은 1억 8500만달러(1998년 기준)로 집계되었다. 부가적으로 지뢰 7만 5천개가 홍수로 인해 떠내려가 장소가 변경되어 언제 어디서 피해가 생길지 모르는 상태에 놓였다.
허리케인 미치로 인해 니카라과에서는 적어도 3,800명이 사망했고 이 중 2,000명은 카시타 화산 근처에서 발생했다. 산사태는 4개의 마을을 완전히 붕괴시켰고 전국적으로 50만명에서 80만명의 이재민이 발생했으며 피해액은 10억달러(1998년 기준)가 되는 것으로 조사되었다.

### 카리브 해 지역
허리케인 미치로 인해 한 여객선이 침몰, 31명의 승무원이 모두 숨졌다. 이 여객선은 미치의 중심에서 멀지 않은 곳을 항해하고 있었는데 그 때 15m가 넘는 파도와 160km/h(100mph)에 달하는 바람이 불었다고 한다.
쿠바 남부 해안에서는 허리케인 미치로 인한 파도가 4m를 넘겨 해안가를 덮쳤고 풍속은 67km/h(42mph)에 달해 많은 여행객과 작업자들이 안전한 지대로 피신하게 되었다.
자메이카에서는 정부가 허리케인 미치가 자메이카에 영향을 주기 12시간 전부터 경보령을 내렸으나 미치는 많지 않은 강수량과 약간의 돌풍만을 남겼다. 그러나 높은 파도는 자메이카 서부 해안을 덮쳤고 이 때의 높이는 2m에 달했을 것이라고 예상했다. 강수량은 많지 않았으나 때때로 폭우 반경에 들어 폭우가 내리는 일도 있어 많은 도로를 침수시켰다. 북동부에 위치한 한 강은 범람했고 산악지방에서는 산사태가 발생했다. 자메이카에서는 미치로 인해 3명이 사망했다.
케이맨 제도에서는 미치가 높은 파도, 돌풍, 폭우를 동반해 영향을 받았으나 피해는 상대적으로 적었다. 하지만 높은 파도는 남부 해안가의 선착장을 파괴시켰고 한 척의 배를 침몰시켰다. 또한 많은 비행편이 취소되었다.

### 기타 중앙 아메리카 지방
허리케인 미치의 영향 반경은 매우 넓어 남쪽의 파나마에서도 폭우가 내렸다. 폭우로 인해 교량과 도로, 많은 집과 학교 등을 침수시켰고 이로 인해 수천명의 이재민이 생겼다. 파나마에서는 3명의 사망자가 발생했다.
코스타리카에서도 엄청난 폭우가 내려 나라의 북부에 급작스러운 홍수와 산사태를 야기시켰다. 이에 따라 1,893채가 손상되었고 242채가 파괴되어 4,000명에 달하는 이재민이 발생했고 전국에서 폭우와 산사태가 126개의 교량과 1300km의 도로를 파괴시켰는데 이 피해는 2년 전인 허리케인 시저-더글라스로 인한 것과 비슷했다. 또한 300평방킬로미터에 달하는 경작지가 파괴되었고 이로 인해 수출품목이 크게 줄어들면서 경제 손실을 초래했다. 코스타리카에서는 9200만달러(1998년 기준)의 재산피해와 7명의 인명피해가 발생했다.
허리케인 미치가 엘살바도르를 통과할 때 미치는 이 곳에 엄청난 비를 뿌렸고 전국에 홍수와 산사태가 발생했다. 엘살바도르 남부 2개의 큰 강이 모두 범람해 큰 피해가 발생했고 홍수로 인해 1만채가 손상되면서 8만 4천명에 달하는 이재민이 생겨났다. 농작물 피해는 극심했다. 1000평방킬로미터의 경작지가 파괴되어 콩의 37%, 사탕수수의 20%, 옥수수의 19%가 피해를 입었다. 가축 손실도 잇따랐는데 1만마리가 넘는 가축이 죽었고 농업 분야와 가축 분야의 피해액을 합산한 결과 거의 4억달러(1998년)에 이르는 재산피해액이 집계되었고 240명이 숨졌다.
허리케인 미치는 과테말라에서도 심각한 피해를 일으켰다. 홍수로 인해 6천채가 파괴되었고 2만채가 손상되었으며 73만명의 이재민이 발생했다. 27개 학교건물이 파괴되었고 286개교는 피해를 입었으나 이 중 175개교는 피해가 심각했다. 홍수는 농작물에도 피해를 입혀 산사태가 경작지를 덮친 일도 있었다. 농작물 중 가장 극심했던 품목으로는 토마토, 바나나, 옥수수, 콩과 기타 채소들로 피해액이 4800만달러(1998년 기준)로 집계되었다. 수출품목이었던 바나나와 커피 또한 많은 피해를 입어 수출 손실로 인한 피해가 3억 2500만달러(1998년 기준)로 조사되었다. 경작지로 인한 피해액은 1억 2100만달러(1998년 기준)였고 교통수단 파괴와 도로교통 기반시설의 붕괴로 인한 피해도 컸다. 총 37개교량이 부서졌고 1350km에 달하는 도로가 폐쇄되었다. 과테말라에서는 7억 4800만달러(1998년 기준)의 재산피해가 나타났고 268명이 숨졌다. 또한 비행기가 추락하면서 11명의 간접 사망자가 발생했다.
벨리즈에서는 미치가 이미 저기압으로 변질되어 초기에 예상했던 피해보다는 훨씬 못 미쳤지만 폭우가 내려 전국에서 피해가 생겼다. 많은 강이 범람했으나 산악지방에서는 폭우가 삼림에 이득이 되었다. 홍수는 전국에서 극심한 농작물 피해를 야기시켰고 많은 도로를 파손시켰다. 벨리즈에서는 11명이 숨졌다.
멕시코에서는 허리케인 미치가 유카탄반도에 폭우와 돌풍을 동반한 채로 지나갔고 킨타나로오주의 캉쿤에서 피해가 가장 심했다. 9명이 홍수로 인해 숨졌으나 피해는 극히 적었다. 캄페체에서는 24시간 강수량이 340mm을 기록했고 시우다드델카르멘에서는 총 강수량 428mm가 관측되었다.

### 미국
미국에서 허리케인 미치로 인해 피해를 입은 지역은 플로리다주 단 한 곳 밖에 없었다. 미치가 플로리다반도 본토에 상륙하기 전에 남단에 위치한 산호초 군도인 플로리다 키(Florida Keys)를 강타했고 키 웨스트 국제공항에서는 89km/h(55mph)의 돌풍이 관측되었다. 동부 마이애미 북부의 한 도시에서는 180mm의 강수량을 기록했고 플로리다주 전체에 5개의 토네이도를 생성시켰다. 이 5개의 토네이도 중 가장 강한 급은 F2급이었다.
플로리다 키에서는 약 1달 전에 이곳을 강타했던 허리케인 조지스에 의해 많은 피해가 났는데 허리케인 미치가 또다시 지나가면서 큰 피해가 일어났다. 5개의 토네이도는 주 전체에 걸쳐 645채의 집을 파괴시켰고 65명이 부상당했다. 돌풍은 정전을 발생시켜 약 10만명의 전기공급이 중단되었다. 미국에서는 4000만달러(1998년 기준)의 피해액이 조사되었고 2명이 탑승하던 보트가 전복되어 2명 모두 숨진 것 이외의 인명피해는 없었다.

## 허리케인의 소멸 후

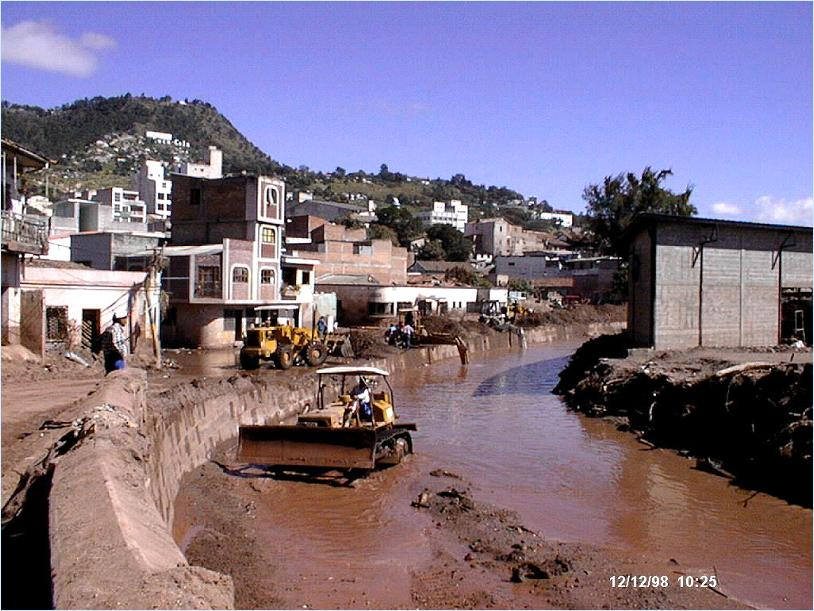
테구시갈파의 청소작업

허리케인 미치가 소멸한 후에 세계 각지에서 많은 기부가 이어졌다. 총 기부액은 63억달러(1998년 기준)였다. 중앙 아메리카는 1996년에 발생한 경제위기로 회복하고 있었고 많은 국민들이 이 회복세가 지속될 것을 바라고 있었다. 하지만 미치로 인해 심각한 피해가 발생하면서 허리케인에 대한 취약점이 드러나자 각국에서는 이런 대재해를 예방하기 위한 노력에 힘을 기울이기 시작했다.
수 만채의 집이 붕괴되거나 파괴되면서 수십만명의 이재민이 발생하였지만 이재민은 이런 상황을 더 강하고 튼튼한 집을 지어 그곳으로 이사를 가겠다는 기회로 삼았다. 많은 기부금과 함께 많은 집이 재건되어 다른 허리케인에 대비하도록 설계되었다. 하지만 경작할 수 있는 땅이 크게 감소하면서 실업률이 높아졌고 임금은 낮아졌다.
허리케인 미치가 지나가면서 위생 상태가 크게 악화되어 중앙 아메리카에서는 많은 질병들이 생겨났다. 그 예로 콜레라, 렙토스피로시스 병과 뎅기열 등을 들 수 있다. 콜레라는 2,328건의 신고가 접수되었고 34명이 이로 인해 숨졌다. 과테말라에서는 박테리아로 인한 피해가 가장 극심했는데 그 이유로 오염된 식품에서 박테리아가 기생해 많은 사람들이 그것을 섭취했기 때문이었다. 렙토스피로시스 병은 니카라과에서 450건이 접수되었고 7명이 숨졌다. 중앙 아메리카 전체에서 뎅기열로 인한 신고 1,357건이 접수되었으나 사망자는 발생하지 않았다.
허리케인 미치가 카리브해를 통과하면서 강풍이 큰 파도를 만들어 내 해안가의 산호초들을 크게 파괴시켰다. 산호초들은 육지에서 생겨난 잔해가 폭우로 인해 떠내려가 피해를 받으면서 파괴되었다. 그러나 미치가 한 번 지나고 나자 높았던 카리브 해의 수온은 크게 낮아져 산호초가 고온으로 죽게 될 위험은 면하게 되었다.
허리케인 미치로 인한 피해가 가장 심했던 온두라스에서는 많은 구호물자와 기부금이 들어왔다. 멕시코에서는 700톤에 이르는 음식과 11톤의 약품, 구호기, 자원봉사자와 훈련된 개를 보내주었고 쿠바에서도 많은 사람들을 보내 온두라스를 도왔다. 미국에서는 초기에 200만달러를 보내 온두라스 국민과 대통령의 분노를 샀으나 이후 7000만달러로 증액시켜 보냈다. 온두라스 정부는 외부로부터 받은 물자들을 피해자들에게 공급했다. 구호활동은 매우 신속한 속도와 공정하게 진행되었다. 하지만 1명이 받은 물자를 개인이 소유하는 일이 생겼으나 나중에 발각되어 처벌받았다. 온두라스에서는 처음에 실업률이 크게 상승했으나 재건으로 인해 작업자 수요가 크게 늘면서 다시 정상화되었다. 코스타리카에서의 재건은 직업 종사율을 5.9%까지 끌어올려 실업률을 낮추는 효과를 보기도 했다.

## 제명
허리케인 미치로 인한 천문학적인 피해로 인해 1999년 봄에 영구제명되었다. 한편 이름인 '미치(Mitch)'는 '매튜(Matthew)'로 대체되어 2004년부터 쓰여졌다. 현재 1950년부터 북대서양에서 제명된 허리케인 중 허리케인 미치는 인명피해 순으로는 1위, 중심기압(강도) 순으로는 7위다. 그리고 인명피해 순으로 전세계의 사이클론과 태풍을 통틀어  사망,실종자의 수가 2번쩨로 가장 많다

## 같이 보기
- 1970년 볼라 사이클론
- 폭풍 다니엘
- 허리케인 필릭스